# Cyrtodactylus macrotuberculatus
Cyrtodactylus macrotuberculatus là một loài thằn lằn trong họ Gekkonidae. Loài này được Grismer & Ahmad mô tả khoa học đầu tiên năm 2008.